# Córka łupieżcy
Córka łupieżcy – opowiadanie science fiction autorstwa Jacka Dukaja, które ukazało się w 2002 roku w antologii Wizje alternatywne 4. W 2009 roku została wydana w formie książkowej nakładem Wydawnictwa Literackiego. Pozycja także klasyfikowana jako mikropowieść.

## Fabuła
Zuzanna Klajn, córka zaginionego w tajemniczych okolicznościach archeologa, odkrywa, skąd ludzkość bierze wszystkie swoje najnowsze wynalazki. Jednocześnie poznaje tajemnice związane z jej ojcem i losem wszystkich cywilizacji, jakie kiedykolwiek istniały we Wszechświecie.

## Analiza
Opowiadanie było krytykowane jako "za krótkie" biorąc pod uwagę " ze względu na potencjał fabularny w nim zawarty", ale równocześnie za wtórność motywów. Jednym z głównych tematów opowiadania są pojęcia obcości i ludzkości, a także zmiany znanego w nieznane (posthumanizm).